# 渥美湾
渥美湾（あつみわん）は、愛知県南部または南東部にある、三河湾東部を占める湾。渥美半島先端小中山地域と伊川津地域に囲まれている。免々田川河口の汽水域から、幾つもの砂洲に囲まれた豊かな湾が渥美湾である。

## 地理

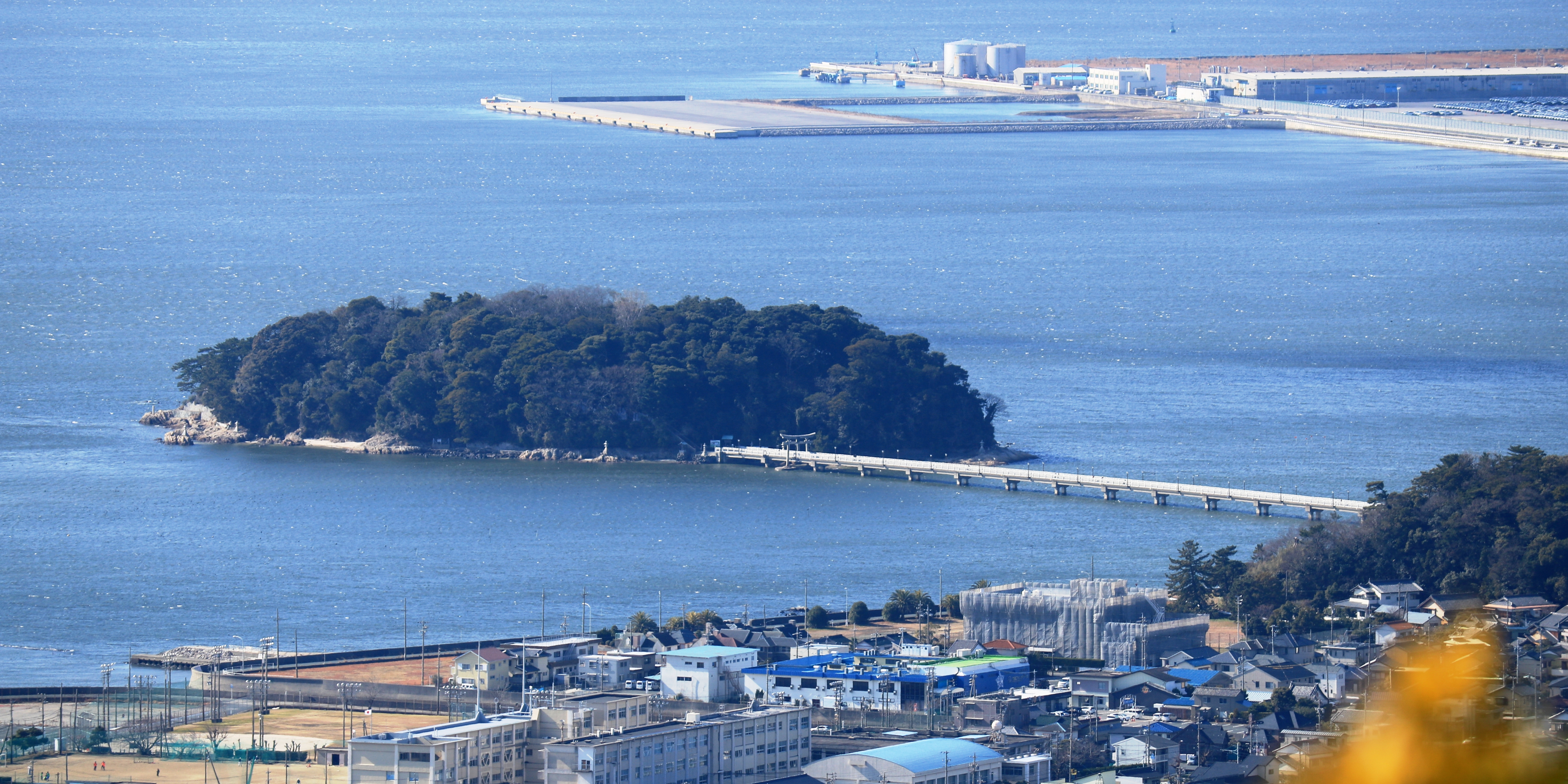
蒲郡市の竹島

三河湾西部の知多湾と対をなしており、知多半島南端の羽豆岬と矢作古川河口西方の生田鼻を結ぶ線が三河湾と知多湾の境界となっている。三河湾内の竹島、やや内陸の三ヶ根山などの景勝地があり、蒲郡市近辺や渥美半島北岸には海水浴場が多い。島嶼、砂浜、岩石海岸など景観の変化に富み、内湾のため波は穏やかである。三河湾国定公園に含まれる。
地形は浅い海盆状であり、豊川水系から続く中央構造線が湾の中央部を東西に走っている。中央構造線以北は花崗岩が卓越し、中央構造線以南の姫島は蛇紋岩、竹島や三河大島は片麻状花崗岩が卓越している。渥美半島先端部にはかつて西山砂丘があった。渥美半島は温暖の地と知れ渡ってるが、免々田川河口当たりの漁港はかつて、氷が張った事も度々有る。渥美湾は海鳴りが聞こえる珍しい海域でもある。1945年三河湾西尾・蒲郡沖を震源とする三河地震(マグニチュード6.8）でも影響を受けた湾でもある。又1953年台風13号による向山堤防決壊となる大惨事の湾で、大潮と重なり浸水３ｍ弱の海となった地でもある。

### 主な流入河川
- 御津川
- 音羽川
- 佐奈川
- 柳生川
- 梅田川
- 免々田川が唯一渥美湾に流れくる河川である。

## 経済

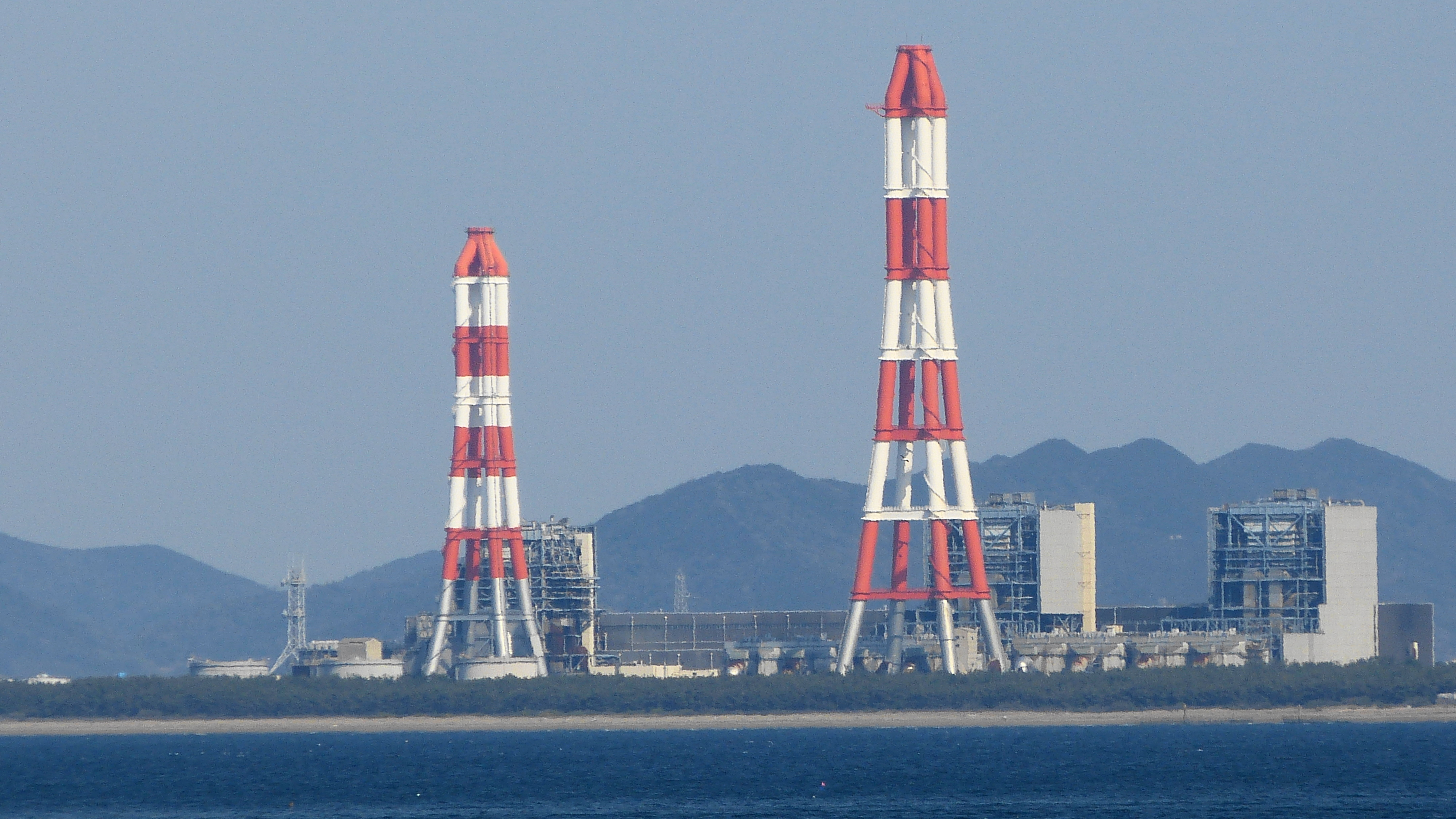
田原市の渥美火力発電所

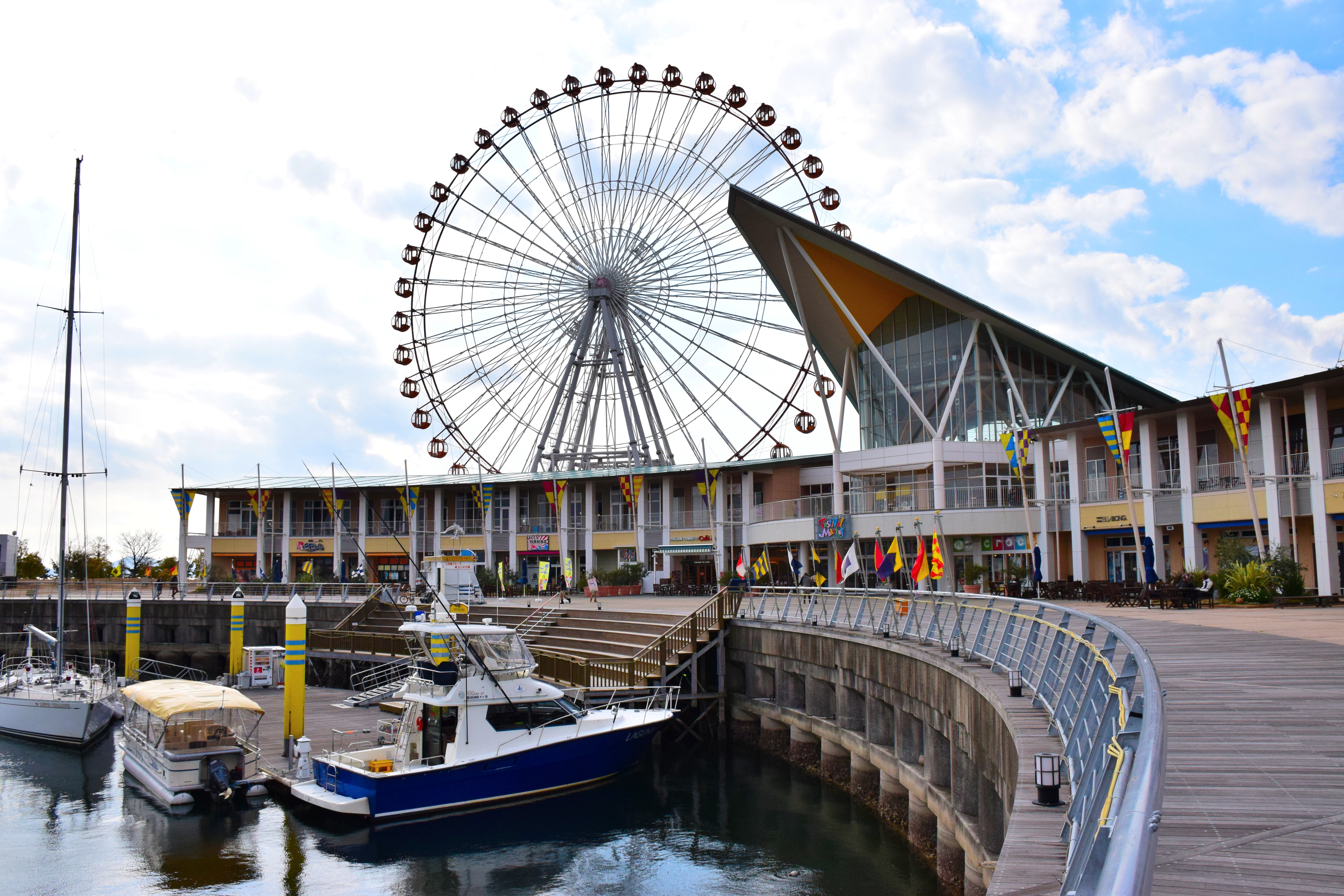
蒲郡市のラグーナテンボス

三河湾の東部、海抜5メートル以下の浅海は埋め立てられて工業地帯となった。今日では三河湾の海域の約半分が三河港の港域であり、三河港は1964年に重要港湾に指定されている。三河港の周囲の豊橋市や田原市には自動車や造船などの工場が立地しており、トヨタ自動車田原工場、アイシン田原工場、フォルクスワーゲングループジャパン本社、メルセデス・ベンツ日本、プジョー・シトロエン・ジャポン豊橋VPC、ボルボ・カー・ジャパン豊橋VDC、フォード・ジャパン、ジャガーランドローバー・ジャパンなどが立地している。かつては免々田川河口福江港に造船所も有り、水中翼船・ホバークラフト・豪華客船も運行していた。
かつて浅海部では黒海苔・青海苔の養殖がおこなわれ、全国有数のノリ養殖地として知られたが、1972年には東三河臨海工業地域の埋立によって養殖地の大半が消滅した。湾内では沿岸漁業がおこなわれている。小中山漁港に隣接する潮干狩り場も有名で有る。アオサ海苔養殖は全国的にもトップクラスである。渥美ブランドの垂下アサリも有名である。